# Sociología del cuerpo

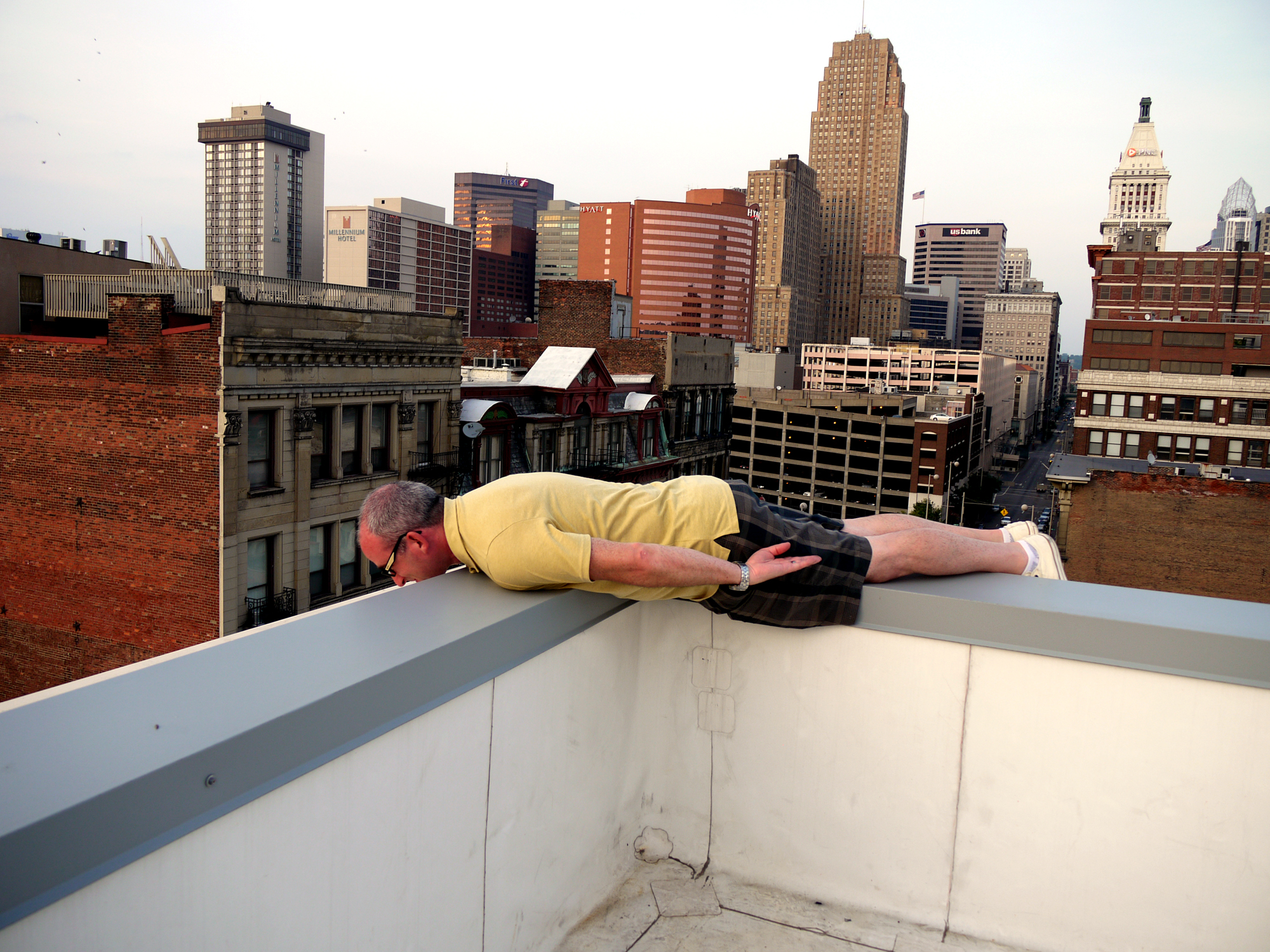
Un hombre haciendo tablas en Ohio, Estados Unidos.

La sociología del cuerpo es una rama de la sociología que estudia las representaciones y usos sociales del cuerpo humano en las sociedades modernas.

## Primeras teorías
Según Thomas Laqueur,antes del siglo XVIII el modelo predominante para la comprensión social del cuerpo era el «modelo de un sexo» o «modelo de una carne». Según este modelo, había único modelo del cuerpo que difería entre sexos y razas. Por ejemplo, la vagina se consideraba simplemente como una versión menor del pene e incluso se creía que producía esperma.
Este modelo fue evolucionando durante la Ilustración por causa de diferentes factores. En el siglo XVI, Europa había comenzado a participar en la trata de esclavos. Para justificar esta práctica se había producido una gran cantidad de literatura que mostraba la sexualidad desviada y el salvajismo de los africanos (Fanon, 1976). En el siglo XVIII, por otra parte, las ideas de igualitarismo y derechos universales e inalienables se estaban convirtiendo en la norma intelectual. 
Estas ideas, sin embargo, no podían justificar la subordinación de la mujer al varón, entre otros. Esta quedaba explicada mediante la biología de la inconmensurabilidad. Según este modelo, diferentes sexos y razas estaban mejor adaptados para diferentes tareas. Quedaba, por lo tanto, justificada la necesidad de discriminación y subordinación de unos colectivos frente a otros. Así, la craneometría se utilizó para demostrar que las personas de ascendencia africana estaban menos evolucionadas que las de ascendencia europea (Gould, 1981).
Los desarrollos tecnológicos que se estaban produciendo contribuyeron a interpretar el cuerpo como una máquina comprensible, clasificable y reparable, como refleja el trabajo de William Harvey a principios del siglo XVII. Otra de las primeras áreas clave de influencia en la concepción del cuerpo fue la dicotomía cartesiana. El pensamiento cartesiano contemplaba la mente y el cuerpo como entes separados y condujo a que el principio de interacción entre los dos fuera una teoría aceptada sobre el cuerpo hasta el desarrollo del enfoque estructuralista en el siglo XX.

## La importancia de estudiar el cuerpo
De especial importancia dentro de la sociología del cuerpo es la sociología de la salud y la enfermedad, dado que la enfermedad puede reducir de manera obvia el nivel de funcionamiento normal del cuerpo. Además, cada vez gana más repercusión social la noción de que la enfermedad puede prevenirse en cierto grado realizando actividades que conducen a un cuerpo saludable (adaptando para ello el estilo de vida, la dieta o la cantidad de ejercicio físico), así como evitando prácticas que puedan dañar al cuerpo, como fumar. La ciencia médica puede actualmente alterar nuestros cuerpos a través de la cirugía plástica, el trasplante de órganos, las ayudas reproductivas e incluso el cambio en la estructura genética de un bebé por nacer, avances de gran impacto social y que repercuten a su vez en las concepciones colectivas del cuerpo.

## Prácticas físicas históricas
Francia ha dado muchos investigadores con aportaciones relevantes para la sociología del cuerpo. El primero fue probablemente el sociólogo, antropólogo y filósofo Jean-Marie Brohm con su trabajo Cuerpo y política de 1974, pero ha sido seguido por numerosos autores. Georges Vigarello publicó Le Corps redressé en 1978, Christian Pociello Sports et Société en 1981, André Rauch Le souci du corps en 1983, y Jacques Gleyse, Archéologie de l'Education physique au XXe siècle en France en 1995 y L'Instrumentalisation du corps en 1997. Este último estudió especialmente el tema de los vínculos entre las palabras y la carne. En la actualidad, varias revistas francesas recogen publicaciones en este dominio: STAPS International Journal of Sport Science and Physical Education, Corps & Culture y Corps, entre otras. Muchos de estos trabajos no están traducidos al inglés, por lo que son de difícil acceso para la mayoría de los investigadores internacionales sobre el tema.

## Imagen corporal y trastornos relacionados
La sociología del cuerpo se ha visto profundamente afectada por la sociedad y la forma en que los integrantes de esta se ven entre sí[cita requerida], lo que a su vez resulta en la forma en que las personas, como individuos, se ven a sí mismos. En un extremo del espectro existen trastornos alimentarios como la anorexia y la bulimia, y en el otro existe una creciente epidemia de obesidad, especialmente en los Estados Unidos. Ambas tendencias han aumentado en las últimas décadas debido, en parte, a la creciente cobertura de los medios de comunicación, a su capacidad para transmitir normas sociales y a la presión creciente para verse y sentirse de cierta manera.
La anorexia nerviosa es un trastorno alimentario caracterizado por la negativa a mantener un peso saludable debido al miedo intenso a ganar peso, con una alteración en la percepción de la forma y el peso del cuerpo del individuo. Este trastorno se da en personas con un peso muy bajo que realizan purgas, que incluyen vómitos autoinducidos, uso indebido de laxantes o diuréticos o enemas. Las personas que tienen anorexia nerviosa a menudo piensan en la comida o tienen apetito, sin embargo, el miedo al aumento de peso domina el deseo de comida, dejándolos hambrientos. Cuando estas personas comen, buscan alimentos bajos en calorías y también hacen ejercicio excesivo. 
Mientras que la anorexia nerviosa puede definirse como «un apetito marcadamente reducido o la aversión total a la comida» (Definición de anorexia, 2003)la bulimia podría definirse como un trastorno alimentario con «episodios de ingesta excesiva secreta (atracones) seguidos de métodos inapropiados de control de peso, como vómitos autoinducidos (purgas), abuso de laxantes y diuréticos, o uso excesivo del ejercicio físico» (Definición de bulimia, 2003). Al igual que en la anorexia, persiste una autoevaluación negativa sobre la forma y el peso del propio cuerpo. 
El trastorno por atracón es similar a la bulimia nerviosa en que las personas que lo sufren experimentan episodios de atracones, sin embargo, no se purgan después como lo hacen los pacientes con bulimia nerviosa.
El trastorno dismórfico corporal es un trastorno relacionado con el obsesivo-compulsivo en el que una persona piensa constantemente de forma negativa sobre su cuerpo y adopta comportamientos repetitivos para compararse con los demás. Estos pensamientos y comportamientos son no deseados y causan un estrés significativo. 
Estos trastornos tienen sus raíces en sentimientos de vergüenza y deseo de tener control sobre el propio cuerpo (Giddens, Duneier, Appelbaum y Carr, 2009). En ellos, el individuo se siente inadecuado e imperfecto y puede experimentar ansiedad acerca de cómo es percibido por los demás, lo que se traduce en una focalización sobre el juicio al propio cuerpo. En ese momento, perder peso se convierte en el medio para hacer que todo esté bien en su mundo. El hecho de que tengamos una mayor agencia sobre nuestros cuerpos con respecto al pasado nos presenta posibilidades positivas, así como nuevas ansiedades y problemas (Giddens, Duneier, Appelbaum y Carr, 2009).Estos fenómenos pueden enmarcarse en los que los sociólogos llaman «socialización de la naturaleza»: un fenómeno que antes era «natural», o dado en la naturaleza (la ingesta de alimentos en este caso), ahora adquiere significación social y depende de nuestras decisiones sociales.
La obesidad, el estado de estar muy por encima del peso normal (Definición de obesidad, 2001), se ha convertido en el otro extremo de la forma física. De acuerdo con los Centros para el Control de Enfermedades, aproximadamente el 60% de los adultos estadounidenses tienen sobrepeso actualmente y aproximadamente el 6,5% de los niños estadounidenses de seis a once años, junto con el 5% de los jóvenes de doce a diecinueve años, tienen sobrepeso (Giddens, Duneier, Appelbaum y Carr, 2009). Las razones propuestas para explicar este fenómeno varían ampliamente y a menudo se debaten en la comunidad médica. Algunas de ellas son la presencia de un artefacto estadístico, factores genéticosn, o la existencia de algo llamado "ambiente obesogénico". Desde la perspectiva sociológica, las interacciones de las personas obesas con la sociedad conducen a que las primeras tengan más probabilidades de experimentar discriminación laboral, discriminación por parte de los proveedores de atención médica y el padecimiento diario de burlas, insultos y vergüenza (Giddens, Duneier, Appelbaum y Carr, 2009).

## Personas que influyeron en la sociología del cuerpo.
- Philippe Ariès
- Alexandre Baril
- Susan Bordo
- Pierre Bourdieu
- Judith Butler
- Peter Conrad
- Mary Douglas
- Norbert Elias
- Frantz Fanon
- Mike Featherstone
- Michel Foucault
- Erving Goffmann
- Donna Haraway
- Julia Kristeva
- Thomas W. Laqueur
- Deborah Lupton
- Ann Oakley
- John O'Neill
- Susie Orbach
- Nikolas Rose
- Barbara Katz Rothman
- Dorothy E. Smith
- Bryan Turner